# Love Land

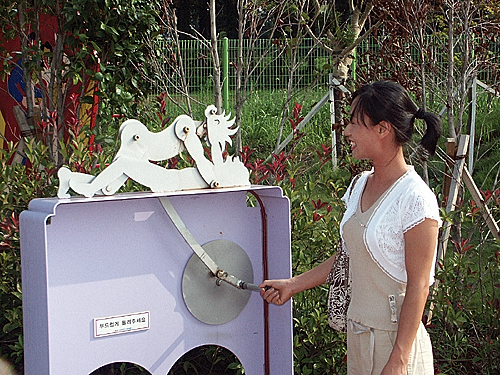
Жінка оглядає інтерактивну скульптуру

Love Land (кор. 제주 러브랜드, Jeju Loveland, Лав Ленд) — скульптурний парк просто неба на острові Чеджудо, Південна Корея. Основною темою парку є сексуальність у різних її проявах. У парку представлено 140 скульптур людей у різних сексуальних позах. Демонструються освітні фільми.

## Історія
Після закінчення корейської війни острів Чеджудо став популярним напрямком відпочинку корейських сімей під час їх медового місяця. Оскільки в корейському суспільстві до останнього часу були поширені шлюби, що укладаються за договором батьками молодят, під час весільної подорожі відбувалося їхнє перше близьке знайомство. Тому на острові Чеджу створено багато закладів, присвячених сексуальній освіті.
2002 року випускники Сеульського університету Хонгік почали створювати скульптури для парку, відкритого 16 листопада 2004 року.
Парк можна оглянути приблизно за годину, є додаткова змінна експозиція.
Для відвідування парку необхідно бути старше 18 років.